# بخش مرکزی شهرستان رباط‌کریم
بخش مرکزی شهرستان رباط‌کریم تنها بخش شهرستان رباط‌کریم در استان تهران است و حاوی یک شهر رباط کریم و دو دهستان (منجیل آباد و وهن آباد) مشتمل بر ۵۴ روستا می‌باشد.

## تقسیمات کشوری

### شهر‌ها
- رباط کریم

### دهستان
- منجیل‌آباد
- وهن‌آباد

## جمعیت
بنابر سرشماری مرکز آمار ایران، جمعیت بخش مرکزی شهرستان رباط کریم در سال ۱۳۸۵ برابر با ۱۲۸۰۴۷ نفر بوده است.